# Franco Lastraioli
Franco Lastraioli (Firenze, 1931) è un pittore italiano.
Nel 1961 è stato tra i fondatori del "Gruppo dei 9" di Firenze e poi ha fatto parte del "Gruppo Settanta". Ha insegnato al Liceo Artistico Firenze I e all'Accademia di Belle Arti di Firenze. 
Dal 1957 ha iniziato un'intensa attività espositiva in tutta Italia ed all'estero con mostre personali e partecipazione ad importanti collettive. 
Numerosi i premi e i riconoscimenti, tra cui il Premio del Fiorino di Palazzo Strozzi a Firenze nel 1966.
Sue opere si trovano in collezioni private e pubbliche, tra cui: Galleria d'Arte Moderna di Palazzo Pitti a Firenze, Torino, Matera, Vinci, il MAGI '900 di Pieve di Cento (BO), Regione Toscana Palazzo Panciatichi a Firenze dove ha allestito una mostra personale nel luglio 2004.
| Controllo di autorità | VIAF (EN) 8294671 · ISNI (EN) 0000 0003 7403 9509 · SBN NAPV058549 · LCCN (EN) no2010007913 · GND (DE) 123407036 |